# Frank Frazetta
Frank Frazetta (9. února 1928, Brooklyn, New York, USA – 10. května 2010, Fort Myers, Florida, USA) byl americký malíř a ilustrátor, specializující se na žánry fantasy a science fiction. Kromě ilustrací řady knih a komiksů navrhl několik obalů hudebních alb. Patří mezi ně například Both Sides of Herman's Hermits (Herman's Hermits), Expect No Mercy (Nazareth), Molly Hatchet, Flirtin' with Disaster a Beatin' the Odds (Molly Hatchet), War to End All Wars (Yngwie Malmsteen) nebo Wolfmother (Wolfmother)